# شهرستان جیایو
شهرستان جیایو (به لاتین: Jiayu County) یک منطقهٔ مسکونی در چین است که در شیانینگ واقع شده‌است.